# Krem bawarski

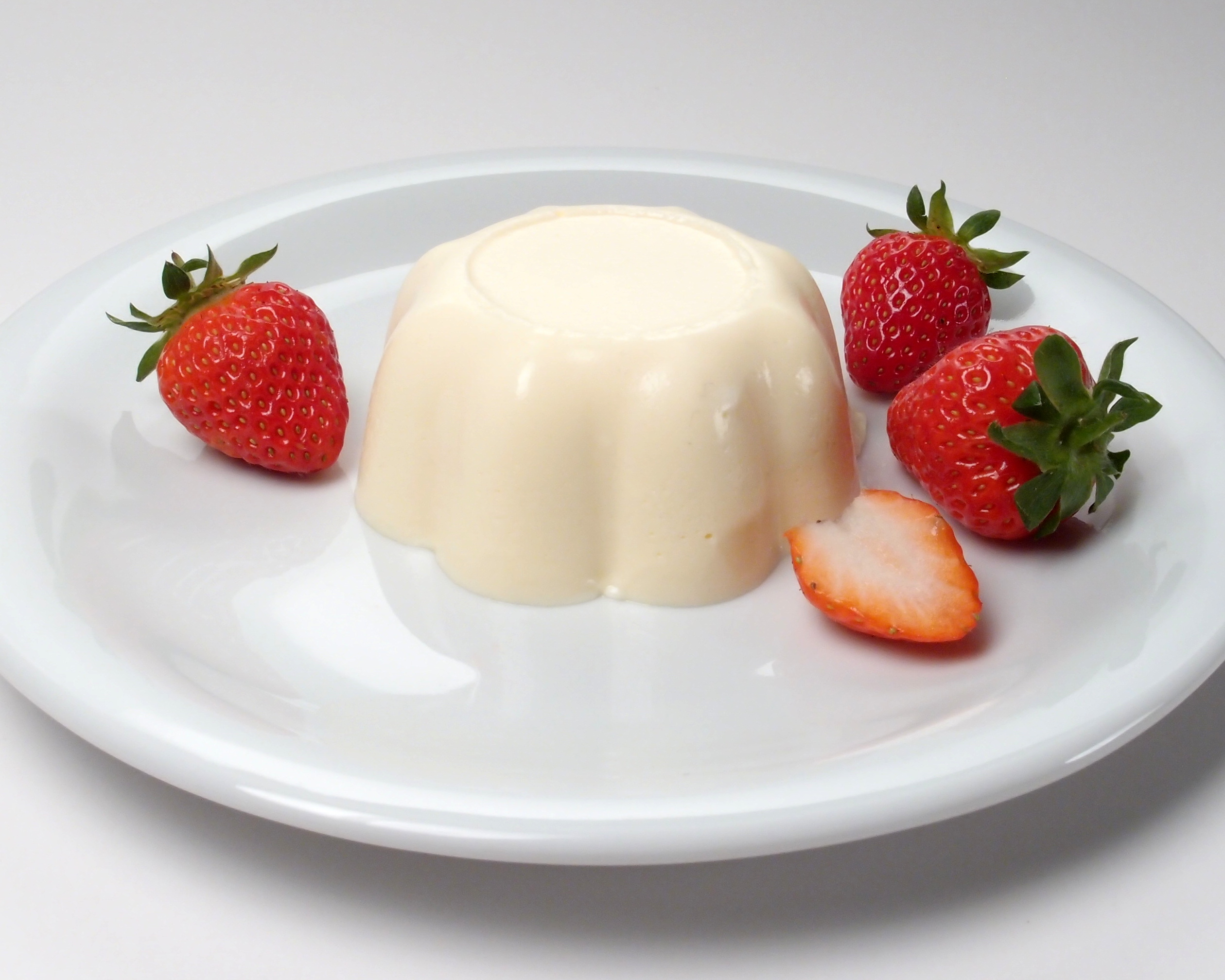
Deser – krem bawarski z dodatkiem bitej śmietany, zestalony żelatyną i podany z truskawkami

Krem bawarski – rodzaj kremu cukierniczego, przyrządzany z żółtek, cukru, mleka i dodatków smakowo-zapachowych (np. wanilii).

## Przyrządzanie
Żółtka uciera się do białości, po czym wszystkie składniki łączy się ze sobą i tak powstałą masę podgrzewa się „na parze” aż do chwili odpowiedniego zagęszczenia jej konsystencji (tzw. „próba róży”). Następnie krem należy przecedzić i ostudzić.

## Zastosowanie
Krem bawarski charakteryzuje się delikatną konsystencją. Z tego powodu jest chętnie wykorzystywany do napełniania babeczek z ciasta kruchego.
Wykorzystywany jest też jako półprodukt w wyrobie delikatnych kremów z dodatkiem tablerowanego masła lub ubiej śmietanki kremowej. Śmietankę dodaje się do ostudzonej masy, czasem razem z żelatyną dodatkowo zestalającą całość. Tak przygotowany krem jest jednym z najbardziej klasycznych deserów południowych Niemiec (baw. Boarische Krem, niem. Bayerische Creme). Podaje się go zarówno z domowymi przetworami, jak i ze świeżymi owocami, np. malinami lub truskawkami. W celu zwiększenia atrakcyjności podania można go zaserwować w szklanych pucharkach, wyłożony naprzemiennie z warstwami frużeliny i pokruszonych ciasteczek.